# イマジネーションズ・フロム・ジ・アザー・サイド
『イマジネーションズ・フロム・ジ・アザー・サイド』（原題：Imaginations from the Other Side）は、ドイツのヘヴィメタルバンド、ブラインド・ガーディアンが1995年に発表したアルバム。スタジオ・アルバムとしては5作目。

## 解説
メタリカとの仕事で知られるフレミング・ラスムッセンをプロデューサーに起用してレコーディングされた。プリティ・メイズのロニー・アトキンスがゲスト参加している。楽曲の構成やアレンジは複雑さを増しており、ハンズィ・キアシュによれば、タイトル曲「イマジネーションズ・フロム・ジ・アザー・サイド」を書き上げるのに8か月を要したという。また、音楽評論家のスティーヴ・ヒューイはallmusic.comにおいて「バンドの作曲能力は本作でピークに達し、彼らの最高傑作にして最も複雑な作品となった」と評している。
レコーディングの途中、アンドレ・オルブリッチの指に問題が生じたため、ギター・パートの録音を一時中断することとなった。収録曲「ブライト・アイズ」は、その間に新しく書き下ろされた曲である。
このアルバム発売を前後してアメリカのヘヴィメタルバンドであるマノウォーとマネジメント経験のある Thomas J. Miller Management と契約する。
日本の初回盤CDは、ボーナス・トラック2曲が追加されていた。そのうち「魔法使い」はユーライア・ヒープのカヴァーで、後にコンピレーション・アルバム『フォゴトゥン・テイルズ』（1996年）にも収録されたが、2007年に発売された本作の再発CDからは外された。

## リマスター
2007年にリミックス・リマスターされ、ボーナストラックが追加されたバージョンが発売。

また、2013年に発売された「ア・トラヴェラーズ・ガイド・トゥ・スペース・アンド・タイム（A Traveler's Guide to Space and Time）」という限定ボックスセットには、ミキシングを若干の調整を加えた新たなリマスター盤が収録。

## 収録曲
特記なき楽曲は、作詞：ハンズィ・キアシュ、作曲：ハンズィ・キアシュ&アンドレ・オルブリッチ。
解説は、本アルバムのライナーノーツにあるハンズィ・キアシュ本人のコメントに基づく。
|                                | タイトル | 演奏時間 | 解説 |
| ------------------------------ | --- | -------- | --- |
| 1                              | イマジネーションズ・フロム・ジ・アザー・サイド Imaginations from the Other Side                                                  | 7:18     | ファンタジーを信じる心を失った男をが題材。そのファンタジーには、オズの魔法使い、ピーター・パン、指輪物語、不思議の国のアリス、王様の剣、はてしない物語、ナルニア国物語、紅衣の公子コルムが含まれる |
| 2                              | アイム・アライヴ I'm Alive | 5:29     | エリック・ヴァンラストベーダー（Eric Van Lustbader）の『The Sunset Warrior』（日本未翻訳）が題材                                                                                                   |
| 3                              | パースト・アンド・フューチャー・シークレット A Past and Future Secret                                                            | 3:47     | アーサー王物語シリーズの中でもテレンス・ハンベリー・ホワイトの『永遠の王』に登場する魔術師マーリン視点                                                                                             |
| 4                              | スクリプト・フォー・マイ・レクイエム The Script for My Requiem                                                                   | 6:08     | 十字軍の兵士の視点 |
| 5                              | モードレッズ・ソング Mordred's Song                                                                                              | 5:27     | アーサー王物語に登場するモードレッドの視点 |
| 6                              | ボーン・イン・ア・モーニング・ホール Born in a Mourning Hall                                                                     | 5:12     | 善良な青年が歳を重ねていく間に善良さを失い、自分の権利のために戦うことすら忘れてしまう。政治やテレビが俺達にしていること                                                                           |
| 7                              | ブライト・アイズ Bright Eyes | 5:15     | 11歳の少年が現実に対する視点を失って邪悪な存在になっていく |
| 8                              | アナザー・ホーリー・ウォー Another Holy War                                                                                      | 4:31     | 社会が主人公を新たな救世主に仕立てようとし、本人もそれを信じ始めるが、最後に待ち受けているのは磔                                                                                                   |
| 9                              | アンド・ザ・ストーリー・エンズ And the Story Ends                                                                                | 5:59     | 「ブライト・アイズ」の主人公の少年が、善のために戦う道を選んでいく |
| 日本初回盤ボーナス・トラック   | |          | |
| 10                             | 魔法使い The Wizard | 3:17     | 作詞・作曲：ケン・ヘンズレー、マーク・クラーク ユーライア・ヒープのアルバム悪魔と魔法使いからのカヴァー                                                                                            |
| 11                             | スクリプト・フォー・マイ・レクイエム（エクステンディッド・デモ・ヴァージョン） The Script for My Requiem (Extended Demo Version) | 7:01     | デモヴァージョン。歌詞がオリジナルと異なる |
| 2007年再発盤ボーナス・トラック | |          | |
| 10                             | パースト・アンド・フューチャー・シークレット（デモ） A Past and Future Secret (Demo Version)                                     | 3:38     | デモヴァージョン。歌詞がオリジナルと異なる |
| 11                             | イマジネーションズ・フロム・ジ・アザー・サイド（デモ） Imaginations from the Other Side (Demo Version)                           | 7:03     | デモヴァージョン。歌詞がオリジナルと異なる |
| 12                             | スクリプト・フォー・マイ・レクイエム（デモ） The Script for My Requiem (Demo Version)                                            | 7:01     | デモヴァージョン。歌詞がオリジナルと異なる |

## 参加ミュージシャン
- ハンズィ・キアシュ - ボーカル、ベース
- アンドレ・オルブリッチ - リードギター、リズムギター、アコースティック・ギター、バッキング・ボーカル
- マーカス・ズィーペン - リズムギター、アコースティック・ギター、バッキング・ボーカル
- トーマス ・ スタッシュ - ドラムス、パーカッション

ゲスト・ミュージシャン
- マティアス・ヴィーズナー（Mathias Wiesner） – エフェクト
- ヤコブ・モス（Jacob Moth） - アコースティック・ギター（3曲目）
- ビリー・キング（Billy King） - バッキング・ボーカル
- ロルフ・ケーラー（Rolf Köhler） - バッキング・ボーカル
- ピート・シールク （Piet Sielck）- バッキング・ボーカル
※アイアン・セイヴィアー、元サヴェージ・サーカス
- ロニー・アトキンス（Ronnie Atkins） - バッキング・ボーカル
※プリティ・メイズ

プロダクション
- プロデューサー、ミキシング - フレミング・ラスムッセン（Flemming Rasmussen）
- エンジニア - フレミング・ラスムッセン、ピート・シールク
- アシスタントエンジニア - ヘンリック・ヴィンデビー（Henrik Vindeby）
- ドラムテクニシャン - フレミング・ラスムッセン、クニ（Cuni）
- レコーディングスタジオ - スウィート・サイレンス・スタジオ / コペンハーゲン（Sweet Silence Studios, Copenhagen, Denmark）
- バッキング・ボーカルのレコーディング - カロ・ミュージック・スタジオ　ブラッケル / ハンブルク（Karo Musik Studios Brackel / Hamburg）
- 写真 - ウルフ・トゥルマン（Ulf Thürmann ）
- アルバムジャケット - アンドレアス・マーシャル（Andreas Marshall）